# Cauzione di buona condotta
La cauzione di buona condotta (anche solo cauzione) è un istituto giuridico di diritto penale adottato negli ordinamenti di vari Stati del mondo.

## Nel mondo

### Italia
L'istituto è disciplinato dall'articolo 237 codice penale e si inserisce nel Capo II del Titolo VIII del codice penale italiano. Si tratta di una misura di sicurezza di tipo patrimoniale, come la confisca. Come tutte le misure del tipo, siano esse di carattere personale ovvero patrimoniale, vengono applicate dal magistrato all'esito di un giudizio di pericolosità sociale (ad esempio all'esito della dichiarazione di abitualità) del soggetto cui vengono imposte.
L'istituto prevede il versamento di una somma di denaro a titolo di deposito presso cassa delle ammende di una somma compresa tra 103 e 2.065 euro per un periodo non inferiore ad un anno e non superiore a cinque anni. Se durante il periodo in cui vige la misura di sicurezza non è commesso nessun delitto o nessuna contravvenzione (per cui è previsto l'arresto), la somma viene restituita. In caso contrario, la somma in questione è devoluta all'ente.

### Stati Uniti d'America
Secondo la criminal law statunitense essa può essere concessa in sostituzione di una misura cautelare, personale o patrimoniale che sia; infatti il suo versamento, anche per i reati più gravi, annulla la carcerazione preventiva in attesa di giudizio. La cauzione può essere però negata dal giudice se sussiste un grave pericolo di fuga o per i reati per i quali è esclusa dalla legge (es. tradimento o terrorismo), ed è storicamente (tanto nello Statute of Westminster del 1275, che nell'Habeas Corpus Act del 1679) commisurata a discrezionalità del giudice riguardo la gravità del reato e al pericolo di fuga, meno di frequente si tiene conto della capacità contributiva dell'imputato per cui il diritto può essere vanificato con l'imposizione di una somma sproporzionata.
La cauzione non può essere versata col conferimento di beni in natura ovvero in ipoteca. Istituti appositi l'anticipano dietro ipoteca di un bene (la casa) e garanzie di un terzo garante (come nel caso dei bail bond agent) che richiede tassi di interesse elevati. Viene trattenuta dallo Stato solamente se l'imputato non si presenta al processo, indipendentemente dall'esito di condanna o assoluzione, e salvo gravi e giustificati motivi.